# Нураллао
Нураллао (итал. Nurallao) — коммуна в Италии, располагается в регионе Сардиния, в провинции Кальяри.
Население составляет 1431 человек (2008 г.), плотность населения составляет 41 чел./км². Занимает площадь 35 км². Почтовый индекс — 8030. Телефонный код — 0782.
Покровителем коммуны почитается святой Пётр, празднование 29 июня.

## Демография
Динамика населения:

## Администрация коммуны
- Официальный сайт: http://www.comune.nurallao.ca.it/ Архивная копия от 15 июня 2012 на Wayback Machine